# Oanobdam

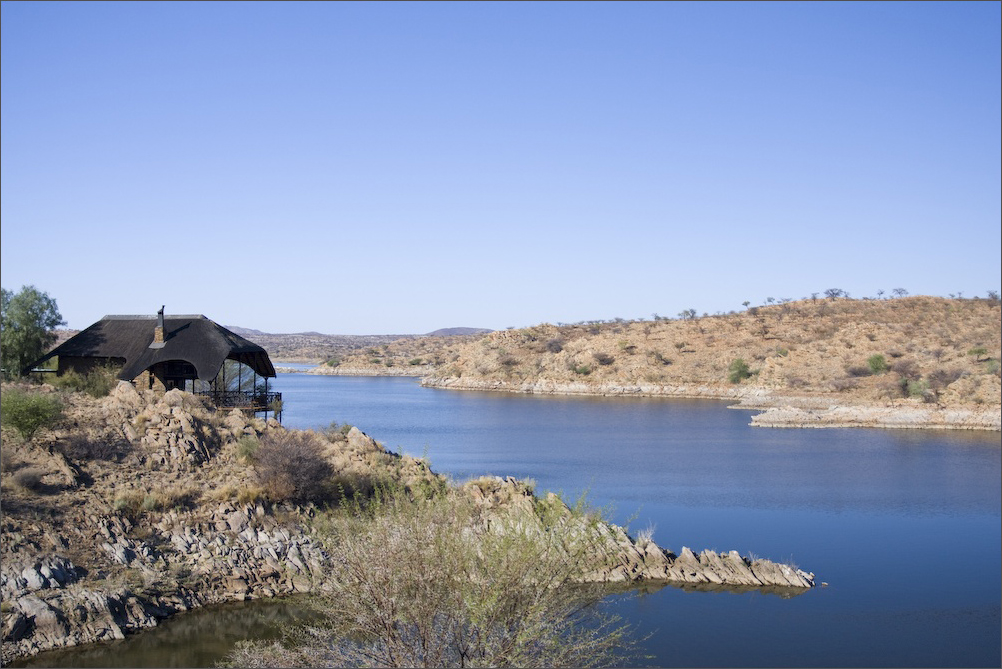

De Oanobdam is een stuwmeer in Namibië.
De dam ligt in de rivier de Oanob bij de plaats Rehoboth in het midden van het land. Het voorziet de plaats van drinkwater. De capaciteit van de dam is circa 34,5 miljoen m³.
Lake Oanob is een recreatiegebied met watersportactiviteiten.